# Radiotelevizijski toranj Rijad
Radiotelevizijski toranj Rijad je 170 m visoki toranj s radiotelevizijskim odašiljačem i platformom za promatranje panorame grada u Rijadu, Saudijska Arabija. Nalazi se unutar kompleksa ministarstva informiranja Saudijske Arabije.
Izgradnja tornja je započela 1978. a dovršena 1981. godine.